# Боярчиков, Николай Николаевич
Никола́й Никола́евич Боя́рчиков (27 сентября 1935 — 22 марта 2020) — советский и российский артист балета и балетмейстер, главный балетмейстер Пермского театра оперы и балета им. П. И. Чайковского в 1971—1977 годах, главный балетмейстер, затем — художественный руководитель балетной труппы Ленинградского Малого театра оперы и балета — Санкт-Петербургского театра оперы и балета имени М. П. Мусоргского в 1977—2007 годах. Народный артист РСФСР (1985).

## Биография
Николай Боярчиков родился в семье одного из первых русских лётчиков Николая Никитича Боярчикова (1893—1943) и педагога Ленинградского хореографического училища Марии Владимировны Боярчиковой (1903—1995). Отец умер в во время ленинградской блокады, и семья была эвакуирована в Пермь, где мальчик начал заниматься классическим танцем.
Вернувшись в Ленинград, Николай поступил в Ленинградское хореографическое училище, где его педагогами были Александр Бочаров, Игорь Бельский, Борис Брускин и Леонид Петров. Училище он окончил в 1954 году по классу Бориса Шаврова и был принят в труппу Ленинградского Малого театра оперы и балета, где исполнял преимущественно характерные и гротесковые партии. Оставил сцену в 1971 году.
Балетмейстерскую деятельность начал в 1956 году, ставил танцы в драматических спектаклях, на эстраде и в кино. В 1967 году окончил балетмейстерское отделение Ленинградской консерватории (педагоги Фёдор Лопухов и Игорь Бельский). Дебютировал в Ленинградском Малом театре оперы и балета как хореограф постановкой балета Вениамина Баснера «Три мушкетёра».
В 1971—1977 годах был главный балетмейстером Пермского театра оперы и балета имени П. И. Чайковского. С 1977 года — главный балетмейстер, а с 1990 по 2007 годы — художественный руководитель балета Ленинградского Малого театра оперы и балета — Санкт-Петербургского театра оперы и балета имени М. П. Мусоргского.
С 1976 года вел курс «Искусство хореографа» на кафедре «Режиссура балета» Санкт-Петербургской консерватории, (с 2001 профессор, в 2001—2008 — заведующий кафедрой). С 2001 года — профессор Академии Русского балета имени А. Я. Вагановой на кафедре балетмейстерского образования. Среди его учеников: Георгий Ковтун, Вахапжан Салимбаев, Мария Большакова, Геннадий Судаков, Ольга Лиховская и другие.
Член Комиссии Союза театральных деятелей Российской Федерации по хореографии.
Николай Боярчиков умер 22 марта 2020 года в Санкт-Петербурге.

## Репертуар вМихайловском театре
- Камергер и Франц, «Голубой Дунай»
- Мазурка, испанский танец и Ротбарт, «Лебединое озеро»
- Инсаров, «Накануне»
- Хулиган, «Барышня и Хулиган»
- Паоло, «Франческа да Римини»
- Эрос, «Эрос»
- Мензер, «Семь красавиц»
- Комендант, «Юность»
- Конрад, «Корсар»
- Юноша, «Встреча»
- Рене, «Фадетта»
- Богатырь, («Сказка о мёртвой царевне и о семи богатырях»
- Кардинал и Д’Артаньян, («Три мушкетёра»
- Сильвио, «Мнимый жених»
- Иван-Царевич, «Жар-птица»
- Старейшина, «Весна священная»
- Клавдий, «Размышления»
- Канцлер, «Двенадцать месяцев»
- Доктор Айболит и Главный разбойник, «Доктор Айболит»
- Арап и Фокусник, «Петрушка»

### Первый исполнитель партий
- 1960 — «Накануне», балетмейстер К. Боярский — Берсенев
- 1960 — «Болеро», балетмейстер Г. Давиташвили — Белый солист
- 1960 — «Дафнис и Хлоя», балетмейстер Г. Давиташвили — Бриаксис
- 1961 — «Тема с вариациями», балетмейстер Р. Гербек — Солист
- 1961 — «Сильнее любви», балетмейстер В. Варковицкий — Вадим
- 1961 — «Цветы», балетмейстер В. Варковицкий — Жених
- 1962 — «Директивный бантик», балетмейстер К. Боярский — Швейный начальник
- 1964 — «Круг ада», балетмейстер К. Боярский — Павел
- 1967 — «История одной девушки», балетмейстер К. Боярский — Квартирант
- 1968 — «Антоний и Клеопатра», балетмейстер И. Чернышёв — Цезарь
- 1969 — «Щелкунчик», балетмейстер И. Бельский — Дроссельмейер
- 1970 — «Старик Хоттабыч», балетмейстер К. Ласкари — Хоттабыч
- 1971 — «Тщетная предосторожность», балетмейстер О. Виноградов — Марцелина

## Постановки

### Михайловский театр

#### Оригинальные балеты
- 1964 — «Три мушкетёра» В. Баснера
- 1966 — «Деревянный принц» Б. Бартока
- 1978 — «Царь Борис» на музыку С. Прокофьева
- 1978 — «Слуга двух господ» М. Чулаки
- 1979 — «Орфей и Эвридика» А. Журбина
- 1981 — «Геракл» Н. Мартынова
- 1982 — «Разбойники» М. Минкова
- 1984 — «Макбет» Ш. Каллоша
- 1986 — «Женитьба» А. Журбина
- 1986 — «Фадетта» на музыку балета «Сильвия» Л. Делиба, с использованием фрагментов хореографии и режиссёрского решения спектакля Л. Лавровского 1936 года
- 1987 — «Тихий Дон» Л. Клиничева
- 1988 — «Ромео и Джульетта» С. Прокофьева
- 1992 — «Петербург» С. Баневича
- 1996 — «Щелкунчик» П. Чайковского
- 1997 — «Корабль дураков» на музыку Т. Твининга и греческой народной
- 1999 — «Фауст» Ш. Каллоша
- 2002 — «Принцесса Луны, или История о старике Такэтори» Ш. Каллоша, при участии Г. Ковтуна

#### Редакции классических балетов
- 1980 — «Лебединое озеро» П. Чайковского, хореография М. Петипа и Л. Иванова
- 1981 — «Эсмеральда» Ц. Пуни, хореография Ж. Перро, М. Петипа и А. Вагановой
- 1993 — «Корсар» А. Адана, хореография М. Петипа в редакции П. Гусева
- 1995 — «Спящая красавица» П. Чайковского, хореография М. Петипа в редакции Ф. Лопухова, К. Сергеева и П. Гусева
- 1996 — «Дон Кихот» Л. Минкуса, постановка А. Горского с использованием хореографии Н. Анисимовой, И. Бельского, Ф. Лопухова и Р. Гербека
- 1990-е — «Тщетная предосторожность» Л. Герольда
- 2001 — «Баядерка» Л. Минкуса, хореография М. Петипа, В. Чабукиани, Н. Зубковского и К. Сергеева

#### Танцы в операх
- 1970 — «Кола Брюньон» Д. Кабалевского
- 1980 — «Сказка о попе и о работнике его Балде» на музыку Д. Шостаковича

### Пермский театр оперы и балета имени П. И. Чайковского
- 1966 — «Три мушкетёра» В. Баснера
- 1972 — «Ромео и Джульетта» С. Прокофьева, возобновление — 2007
- 1973 — «Чудесный мандарин» Б. Бартока
- 1973 — «Три карты» на музыку С. Прокофьева
- 1975 — «Царь Борис» на музыку С. Прокофьева
- 1976 — «Слуга двух господ» М. Чулаки
- 1977 — «Орфей и Эвридика» А. Журбина
- 2009 — «Фадетта» на музыку балета «Сильвия» Л. Делиба

### В других театрах
- 1969 — «Пиковая дама» на музыку С. Прокофьева — Ленинградский камерный балет
- 1976 — «Слуга двух господ» М. Чулаки — Свердловский театр оперы и балета
- 1977 — «Ромео и Джульетта» С. Прокофьева — Вильнюсский национальный театр оперы и балета
- 1979 — «Слуга двух господ» М. Чулаки — Вильнюсский национальный театр оперы и балета
- 1988 — «Ромео и Джульетта» С. Прокофьева — Немецкая опера (Западный Берлин)

## Награды и премии
- 1976 — заслуженный деятель искусств РСФСР
- 1977 — Государственная премия РСФСР имени М. И. Глинки — за постановку балетных спектаклей «Ромео и Джульетта» С. Прокофьева и «Слуга двух господ» М. Чулаки на сцене Пермского АТОБ имени П. Чайковского
- 1985 — народный артист РСФСР
- 1995 — орден Дружбы[8]
- 2000 — театральная премия «Золотой софит»
- 2003 — театральная премия «Золотой софит»
- 2006 — Орден Почёта — За заслуги в области культуры и искусства, многолетнюю плодотворную работу[9]
- 2015 — премия «Золотой софит» — «за творческое долголетие и уникальный вклад в культуру Санкт-Петербурга»
- 2018 — Российская национальная театральная премия «Золотая маска» «За выдающийся вклад в развитие театрального искусства»[10]

## Сочинения
- Боярчиков Н. Огонёк одарённости // «Вечерний Ленинград». 1978. 13 мая.
- Боярчиков Н. Будущее определяем поиском // журнал «Советский балет». 1982. № 6.
- Боярчиков Н. «Хранить классику, искать новое» // газета «Советская культура». 1984. 28 августа.
- Боярчиков Н. Эпоха ставит проблемы // журнал «Советский балет». 1986. № 4.
- Боярчиков Н. «Меня тревожит положение театра…» // журнал «Балет». 1997. № 2.
- Боярчиков Н. От Малого оперного — к Михайловскому // Петербургский балет. Рубеж тысячелетий. — СПб.: Издательство Российского института истории искусств, Министерство Культуры Российской Федерации, 2004. — С. 75—94. — 232 с. — 500 экз. — ISBN 5-86845-101-5.